# Ildar Magdeev
Ildar Magdeev (Bujará, RSS de Uzbekistán, 11 de abril de 1984) es un exfutbolista de Uzbekistán que jugaba en la posición de centrocampista.

## Carrera

### Club
| Periodo   | Club                      |
| --------- | ------------------------- |
| 1999–2002 | FK Buxoro                 |
| 2002–2012 | Pakhtakor Tashkent        |
| 2011–2012 | → Qingdao Jonoon (cedido) |
| 2012      | Lokomotiv Tashkent        |
| 2013      | FC Oqtepa                 |
| 2013      | FK Dinamo Samarqand       |
| 2014      | FC Oqtepa                 |

### Selección nacional
Jugó para Uzbekistán en 23 ocasiones de 2002 a 2012, participó en la Copa Asiática 2007 y en los Juegos Asiáticos de 2006.

## Logros
- Liga de fútbol de Uzbekistán (6): 2002, 2003, 2004, 2005, 2006, 2007
- Copa de Uzbekistán (7): 2002, 2003, 2004, 2005, 2006, 2007, 2009
- Copa de la CEI (1): 2007